# Valsot
Valsot est une commune suisse du canton des Grisons, située dans la région d'Engiadina Bassa/Val Müstair.

## Histoire

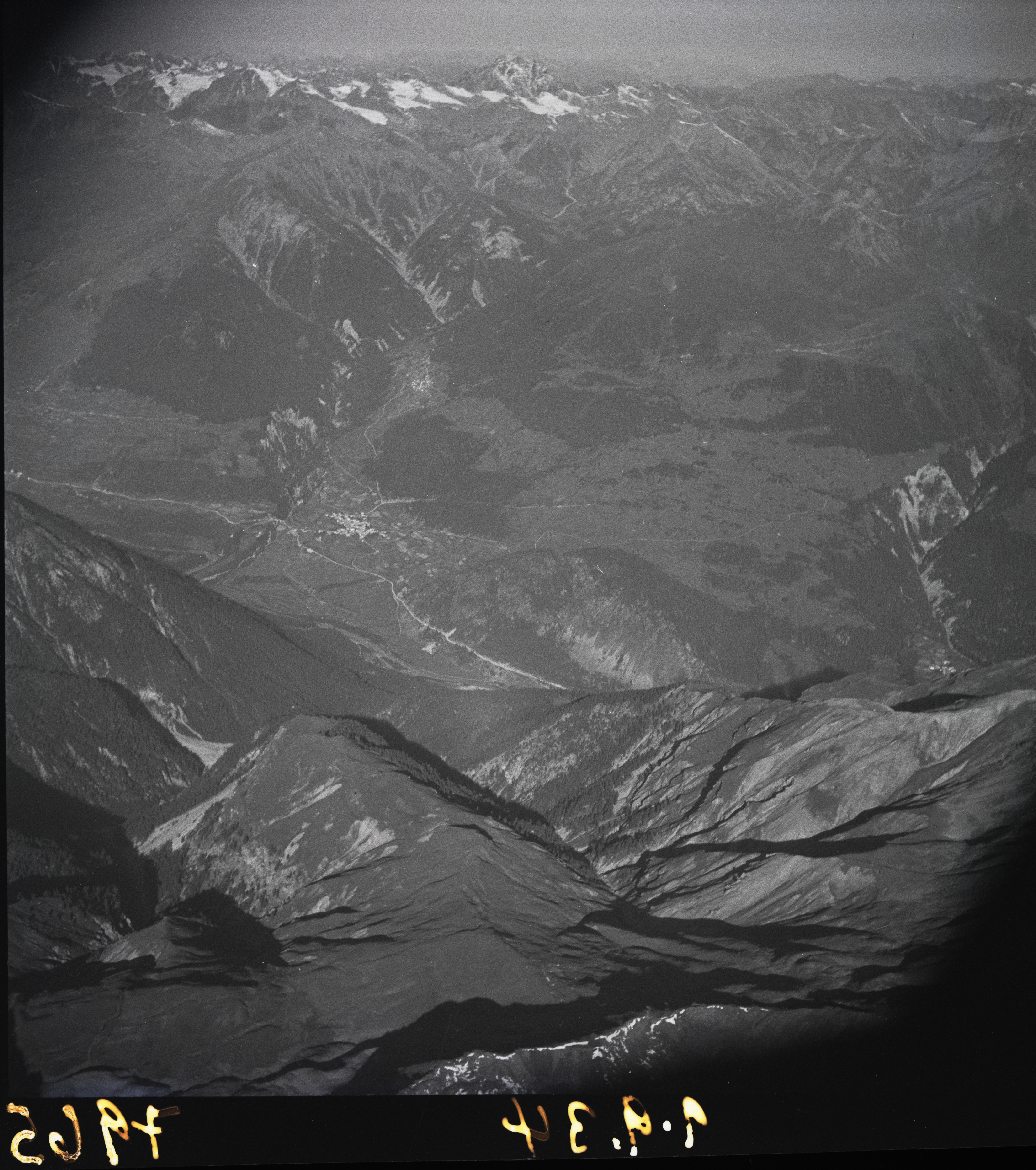
Photo aérienne prise par Walter Mittelholzer (1934).

La commune a été créée le 1er janvier 2013 par la fusion de Ramosch et Tschlin.